# Canton de Clermont-Ferrand-6
Le canton de Clermont-Ferrand-6 est une circonscription électorale française du département du Puy-de-Dôme.

## Histoire
Un nouveau découpage territorial du Puy-de-Dôme entre en vigueur à l'occasion des élections départementales de 2015. Il est défini par le décret du 21 février 2014, en application des lois du 17 mai 2013 (loi organique 2013-402 et loi 2013-403). Les conseillers départementaux sont, à compter de ces élections, élus au scrutin majoritaire binominal mixte. Les électeurs de chaque canton élisent au Conseil départemental, nouvelle appellation du Conseil général, deux membres de sexe différent, qui se présentent en binôme de candidats. Les conseillers départementaux sont élus pour 6 ans au scrutin binominal majoritaire à deux tours, l'accès au second tour nécessitant 12,5 % des inscrits au 1er tour. En outre la totalité des conseillers départementaux est renouvelée. Ce nouveau mode de scrutin nécessite un redécoupage des cantons dont le nombre est divisé par deux avec arrondi à l'unité impaire supérieure si ce nombre n'est pas entier impair, assorti de conditions de seuils minimaux. Dans le Puy-de-Dôme, le nombre de cantons passe ainsi de 61 à 31.
Le canton de Clermont-Ferrand-6 est formé d'une fraction de la commune de Clermont-Ferrand. Il est entièrement inclus dans l'arrondissement de Clermont-Ferrand. Le bureau centralisateur est situé à Clermont-Ferrand.

## Représentation
| Période élective | Période élective | Mandat | Mandat                  | Identité        | Nuance | Nuance | Qualité                                                                                             |
| ---------------- | ---------------- | ------ | ----------------------- | --------------- | ------ | ------ | --------------------------------------------------------------------------------------------------- |
| 2015             | 2021             | 2015   | 2021                    | Nadine Déat     |        | PS     | Attachée territoriale principale Ancienne conseillère générale du canton de Montferrand (2001-2015) |
| 2015             | 2021             | 2015   | 2021                    | Patrick Raynaud |        | PS     | Assistant parlementaire                                                                             |
| 2021             | 2028             | 2021   | en cours                | Sylvie Léger    |        | EELV   | Professeure de FLE, autrice, militante de Greenpeace                                                |
| 2021             | 2028             | 2021   | 5 novembre 2024 (décès) | Patrick Raynaud |        | PS     | Conseiller sortant                                                                                  |

### Résultats détaillés

#### Élections de mars 2015
À l'issue du 1er tour des élections départementales de 2015, deux binômes sont en ballottage : Nadine Deat et Patrick Raynaud (Union de la Gauche, 36,46 %) et Christiane Jalicon et Pierre Vaisse (Union de la Droite, 33,78 %). Le taux de participation est de 44,28 % (5 557 votants sur 12 551 inscrits) contre 52,8 % au niveau départemental et 50,17 % au niveau national.
Au second tour, Nadine Deat et Patrick Raynaud (Union de la Gauche) sont élus avec 57,4 % des suffrages exprimés et un taux de participation de 43,57 % (2 885 voix pour 5 468 votants et 12 551 inscrits).

#### Élections de juin 2021
Le premier tour des élections départementales de 2021 est marqué par un très faible taux de participation (33,26 % au niveau national). Dans le canton de Clermont-Ferrand-6, ce taux de participation est de 29,72 % (3 796 votants sur 12 772 inscrits) contre 36,11 % au niveau départemental. À l'issue de ce premier tour, deux binômes sont en ballottage : Sylvie Leger et Patrick Raynaud (Union à gauche avec des écologistes, 41,83 %) et Christiane Jalicon et Marc Lafond (Union au centre et à droite, 33,55 %).
Le second tour des élections est marqué une nouvelle fois par une abstention massive équivalente au premier tour. Les taux de participation sont de 34,36 % au niveau national, 37,4 % dans le département et 31,45 % dans le canton de Clermont-Ferrand-6. Sylvie Leger et Patrick Raynaud (Union à gauche avec des écologistes) sont élus avec 57,16 % des suffrages exprimés (2 175 voix pour 4 018 votants et 12 776 inscrits),,.

## Composition
| Nom                                      | Code Insee | Intercommunalité            | Superficie (km2) | Population (dernière pop. légale)                 | Densité (hab./km2) | Modifier                                    |
| ---------------------------------------- | ---------- | --------------------------- | ---------------- | ------------------------------------------------- | ------------------ | ------------------------------------------- |
| Clermont-Ferrand (bureau centralisateur) | 63113      | Clermont Auvergne Métropole | 42,67            | Fraction : 26 385 (2022) Commune : 147 751 (2022) | 3 463              | modifier les données · modifier les données |
| Canton de Clermont-Ferrand-6             | 6315       |                             |                  | 26 385 (2022)                                     |                    | modifier les données                        |

Le canton de Clermont-Ferrand-6 comprend la partie de la commune de Clermont-Ferrand non incluse dans les cantons de Clermont-Ferrand-1, Clermont-Ferrand-2, Clermont-Ferrand-3, Clermont-Ferrand-4 et Clermont-Ferrand-5.

## Démographie
En 2022, le canton comptait 26 385 habitants, en évolution de +5,76 % par rapport à 2016 (Puy-de-Dôme : +2,1 %, France hors Mayotte : +2,11 %).
| 2013   | 2018   | 2022   |
| ------ | ------ | ------ |
| 24 421 | 25 802 | 26 385 |